# Dimos Myki
Dimos Myki (Myki) är en kommun i Grekland.   Den ligger i prefekturen Nomós Xánthis och regionen Östra Makedonien och Thrakien, i den nordöstra delen av landet, 400 km norr om huvudstaden Aten. Antalet invånare är 16 091. Arean är 627 kvadratkilometer.
Terrängen i Dimos Myki är kuperad åt nordost, men åt sydväst är den bergig.